# Pátria Amada
Pátria Amada ist die offizielle Nationalhymne von Mosambik.
Komponiert wurde die Hymne im Jahr 2002 von Justino Sigaulane Chemane. Die bis dahin gültige Hymne Viva, Viva a FRELIMO verherrlichte die ehemaligen Machthaber und wurde nach den freien Wahlen obsolet. Derselbe Komponist schrieb daraufhin die neue Hymne.

## Text
Na memória de África e do mundo

Pátria bela dos que ousaram lutar!

Moçambique o teu nome é liberdade

O Sol de Junho para sempre brilhará!

Refrain:

Moçambique nossa terra gloriosa!

Pedra a pedra construindo o novo dia!

Milhões de braços, uma só força!

Ó pátria amada vamos vencer!

Povo unido do Rovuma ao Maputo

Colhe os frutos do combate pela Paz!

Cresce o sonho ondulando na Bandeira

E vai lavrando na certeza do amanhã!

Flores brotando do chão do teu suor

Pelos montes, pelos rios, pelo mar!

Nós juramos por ti, ó Moçambique

Nenhum tirano nos irá escravizar!

## Übersetzung
Im Gedenken Afrikas und der Welt

Herrliche Heimat derer, die kämpften!

Mosambik, dein Name ist Freiheit

Die Junisonne scheine ewiglich!

Refrain:

Mosambik, unsere glorreiche Heimat!

Stein um Stein das Morgen bauend!

Millionen Arme, eine Kraft!

Oh geliebte Heimat, wir werden siegen!

Das Volk vereint von Rovuma bis Maputo

Ernte die Früchte des Friedenskampfes!

Der Traum wächst, die Fahne weht

Und arbeite in der Sicherheit des Morgen!

Blumen blühen auf dem Feld deines Schweißes

Auf Bergen, Flüssen und im Meer!

Wir schwören dir, oh Mosambik

Kein Tyrann wird uns versklaven!